# Наир Тикнизјан
Наир Оганесович Тикнизјан (јерм. Նաիր Հովհաննեսի Տիկնիզյան; Санкт Петербург, 12. мај 1999) је јерменски фудбалер који тренутно наступа за Локомотиву из Москве. Игра на позицији левог бека.

## Успеси
ЦСКА Москва
- Суперкуп Русије (1) : 2018.[6]